# Acidente de passagem de nível de Faure
O Acidente de passagem de nível de Faure refere-se ao ocorrido de 13 de novembro de 2006, quando um trem operado pela rede Metrorail Western Cape colidiu com um caminhão em uma passagem de nível. No total, dezenove pessoas faleceram, todas passageiras do caminhão, enquanto seis ficaram feridas. Apesar de nenhum passageiro a bordo do trem se ferir, a operadora informou que vários sofreram choque psicológico.

## Descrição
Na manhã de 13 de novembro de 2006, por volta das 8 horas, um trem da Metrorail Western Cape colidiu com um caminhão que havia parado em uma passagem de nível sem controle em Faure, uma aldeia perto da cidade de Somerset West. O caminhão, por sua vez, transportava pelo menos trinta e três trabalhadores de um vinhedo local. Os números de mortos, originalmente, foram estimados em 27; contudo, horas depois caiu para dezenove: "Todos os 19 mortos foram formalmente identificados pelos seus respectivos parentes nos últimos dois dias no necrotério estadual de Tygerberg", disse o superintendente da polícia municipal, Billy Jones. Nenhum passageiro a bordo do trem ficou ferido, mas a empresa ferroviária informou que vários sofreram choque psicológico.
Posteriormente, a polícia investigou uma acusação de homicídio culposo.